# Nationaal Park Sajljoegemski
Nationaal Park Sajljoegemski (Russisch: Сайлюгемский национальный парк) is een nationaal park gelegen in de republiek Altaj van Rusland en ligt geografisch gezien in het zuidoosten van West-Siberië. De oprichting vond plaats op 27 februari 2010 per decreet (№ 241/2010) van de Russische premier Dmitri Medvedev. Nationaal Park Sajljoegemski heeft een oppervlakte van 1.183,8 km², verdeeld over drie clusters.

## Deelgebieden
Nationaal Park Sajljoegemski is onderverdeeld in drie verschillende clusters:
- Sajljoegem (Сайлюгем) - Heeft een oppervlakte van 344 km². Dit cluster bevindt zich op de landgrens met Mongolië in de noordelijke hellingen van het Sajljoegemgebergte.[3]
- Oelandyk (Уландрык) - Heeft een oppervlakte van 32,5 km². Dit cluster bevindt zich eveneens aan de landgrens met Mongolië in het Sajljoegemgebergte.[4]
- Argoet (Аргут) - Heeft een oppervlakte van 807,3 km². Dit cluster bevindt zich in het zuidoosten van het Tomoelgebergte op de waterscheiding van de Argoet en Katoen. Argoet bevindt zich in de nabijheid van de grens met Kazachstan.[5]

## Kenmerken
Nationaal Park Sajljoegemski is gelegen in rayon Kosj-Agatsjski en is vernoemd naar het Sajljoegemgebergte. Het nationaal park maakt deel uit van het grotere Altajgebergte, dat zich uitstrekt over het grensgebied van Rusland, Mongolië, Kazachstan en China.

## Flora en fauna
In Nationaal Park Sajljoegemski bevindt zich de grootste populatie altai-argali's (Ovis ammon ammon) van het Russisch-Mongoolse grensgebied, met een geschatte 500 à 600 individuen. De altai-argali is een ondersoort van de argali waarvan er wereldwijd niet meer dan 4.500 à 5.500 over zijn. Ze worden bedreigd door de stroperij. Ook is de oprichting van het nationaal park een steun in de rug voor het bedreigde sneeuwluipaard (Panthera uncia), waarvan er nog 80 à 100 individuen in Rusland zijn. Andere zoogdieren die hier voorkomen zijn onder meer de bruine beer (Ursus arctos), manoel (Otocolobus manul), veelvraat (Gulo gulo), Siberisch muskushert (Moschus moschiferus), Siberische wapiti (Cervus canadensis sibiricus), Siberisch ree (Capreolus pygargus) en Siberische steenbok (Capra sibirica). Onder de vogels bevinden zich bijvoorbeeld soorten als altaiberghoen (Tetraogallus altaicus), lammergier (Gypaetus barbatus), vale gier (Gyps fulvus), monniksgier (Aegypius monachus), steenarend (Aquila chrysaetos), steppearend (Aquila nipalensis), sakervalk (Falco cherrug) en Brandts bergvink (Leucosticte brandti). Enkele vissoorten in nationaal park Sajljoegemski zijn de taimen (Hucho taimen) en Siberische vlagzalm (Thymallus arcticus).

## Toegankelijkheid
Een bezoek aan het gebied is alleen mogelijk met een speciaal toegangsbewijs, dat uitgegeven wordt in het kantoor van Nationaal Park Sajljoegemski. De clusters "Sajljoegem" en "Oelandryk" zijn gelegen in een vijf kilometer lange strook langs de landgrens van Rusland. Voor een bezoek aan deze twee clusters moet toestemming worden gevraagd bij de federale grenswachtautoriteiten.